# Richard Robbins
Richard Robbins (ur. 4 grudnia 1940 w South Weymouth, zm. 7 listopada 2012 w Rhinebeck) – amerykański pianista i kompozytor muzyki filmowej.
Stały współpracownik tworzącego głównie w Europie reżysera Jamesa Ivory'ego oraz jego producenta Ismaila Merchanta. Ich twórcza współpraca trwała ponad ćwierć wieku. Pierwszym wspólnym filmem Robbinsa i Ivory'ego byli Europejczycy (1979), a ostatnim - Biała hrabina (2005). Kompozytor był nominowany do Nagrody BAFTA za muzykę do Pokoju z widokiem (1986) oraz dwukrotnie do Oscara za najlepszą muzykę do filmów Powrót do Howards End (1992) i Okruchy dnia (1993).
Podobnie jak Ivory i Merchant, Robbins prywatnie był gejem, a jego wieloletnim partnerem życiowym był artysta Michael Schell. Kompozytor zmarł na chorobę Parkinsona w wieku 71 lat w swoim nowojorskim domu.